# Agnetina werneri
Agnetina werneri és una espècie d'insecte plecòpter pertanyent a la família dels pèrlids.